# Баранов-Росіне Володимир Давидович
Володимир Давидович Баранов-Россіне (єврейське ім'я — Шулим Вольф Лейб Баранов, псевдонім Даніель Россіне; нар. 1 січня 1888, Херсон — пом. 1944, Аушвіц) — майстер українського авангарду, живописець, рисувальник та скульптор.

## Біографія
У 1903–1908 роках навчався в Одеському художньому училищі. У 1908 році вступив до Петербурзькій Академії мистецтв, але у 1909 році, одразу після першого курсу, був відрахований за те, що не відвідував заняття. 1910 року поїхав до Парижа, де організував виставку в «Салоні незалежних».
У 1912 році разом з Марком Шагалом, Осипом Цадкіним, Олександром Архипенком, Хаймом Сутіном стає мешканцем знаменитого паризького будинку «Вулик», бере участь у паризьких салонах під псевдонімом Даніель Россіне. На час Першої світової війни мешкав у Норвегії, де й відбулася його перша персональна виставка.
Після Лютневої революції повернувся в Російську Імперію й брав участь в авангардному русі. У 1918 році організував майстерню в будинку колишньої АХ в Петрограді.
Розвиваючи ідеї Олександра Скрябіна, створив «оптофон» (тип «колірного» фортепіано) — апарат з системою клавіш, що дозволяє проєктувати на екран більш як три тисячі відтінків спектра. Два «кольорових» концерти були дані ним у 1923–1924 роках в театр імені Всеволода Меєргольда та Великому театрі в Москві.
1925 року емігрував до Франції (Париж). В 1943 році заарештований гестапо, депортований до концтабору «Аушвіц», де й загинув у 1944 році.